# Čas ve vyprávění
Čas je charakterizován jako posloupnost trvání a střídání fází ve vývinu jevu nebo procesu příběhu. Vypravování je postup přednesu nějaké skutečnosti (informace, příběh). Čas má v literární teorii a sémiotice postavení teoretického nástroje.

Čas v díle je důležitým měřítkem, jak nám jsou podávány informace z průběhu děje. Čas je kategorie gramatická, morfologická a sémantická vlastnost slov, které slouží k vyjádření příběhu a ztvárnění časových rozměrů.

Čas vyprávění je dvojího typu: první je čas, který potřebujeme k přečtení. Díla nevnímáme v jednom okamžiku, ale vjemy z něj si vytváříme čtením a přemýšlením. Druhý je čas, který nám určitá kniha nastiňuje, neboli trvání děje v knize. Například divadelní hra může pro diváka trvat 2 hodiny, zatímco postihne děj, který se odehrál ve 3 letech.

Otázkou času v literárním díle je kompozice (časová posloupnost literárního díla).

## Typy posloupností ve vyprávění

### Chronologická posloupnost
Autor vyjadřuje děj v toku událostí, jak se staly.

### Retrospektivní posloupnost
Někdy je třeba, aby pro pochopení přítomna bylo čtenáři nahlédnuto i do minulosti. V takových případech se spisovatelé uchylují k retrospektivě. Tento postup je používán především v moderní časové próze a detektivkách. Zjednodušeně můžeme říci, že posloupnost je zpětná, autor ze začátku odhalí konec a v průběhu knihy nás seznamuje s událostmi, jak se odehrály, zatímco čtenář už ví, jak příběh dopadne.

### Rámcová posloupnost
Dílo obsahuje více příběhů, které jsou složeny do hlavního děje. 

### Paralelní posloupnost
V jedné chvíli se čtenář seznamuje s více časovými rovinami najednou. 
např. kniha Ruby Redroftová

### Roztříštěná posloupnost
Když se v díle prolínají časové a místní roviny.

### Mozaikovitá kompozice
Ze střípků příběhů se postupně vytváří jednolitý děj, který začíná dávat smysl.

### Řetězová posloupnost
Děj je odvíjen jako sled dějů, týkajících se pouze jedné osoby.

## Typy časů ve vyprávění

### Čas objektivní
V díle ho čtenář nevnímá, je zobrazován jako tok plynoucího času a čtenář ho ztotožňuje s časem reálným.

### Čas subjektivní
Jedná se o čas, kdy hrdina prožívá nějaký vjem velmi silně. Čas se jakoby zpomaluje, a vyprávění se dostává do obrátek. Tento čas je využívám především ve chvílích úmrtí, kdy je třeba notná dávka dramatičnosti.

### Čas literárního díla
Reálný nebo historický časoprostor reflektovaný a osvojený v literárním díle v podobě chronotopu.
Jedná se o dynamiku a subjektivitu vnímání posloupnosti děje.
Je daný postupy autora při psaní, slovní a větnou skladbou vět, frekvencí dějů.

### Čas dramatický
Má specifickou funkci realizace inscenace dramatu. Kdy se i minulost odehrává v přítomnosti diváka v sále a stává se tak estetickou současností. V klasicismu vedla dvojznačnost k přísnému zavedení tzv. dramatických jednot (děj, čas, prostor) podle antického dramatu.
Lineární čas dramatického děje, který je ztvárněný dramatickou inscenací, je rozdělen na čas přítomného diváka a čas totožný s časem hry – divák ho vnímá jako současnost.

### Čas cyklický (opakující se)
Je to časový postup, při kterém autoři srovnávají čas společenský a přírodní. Jarní období je chápáno jako čas zrodu, zatímco podzim a zima umírání. Setkáme se s ním v Erbenově Kytici v baladě Štědrý den; Hana se na jaře vdá – nový život, Marie na podzim umře.

### Čas sakrální (posvátný)
Jedná se o církevní čas. Děj v tomto čase se odehrává ve dnech svátků a nejen svátků, ale i dní, kdy je známo, že se dějí nadpřirozené věci. Příkladem je opět Karel Jaromír Erben a jeho Poklad opět ze sbírky Kytice.

### Čas signifikantní (výrazný)
Autor při použití tohoto časového postupu zasazuje nejvýznamnější události děje do dne, který je pro postavy důležitý. Můžeme mít den pozitivní i negativní. Při pozitivním se dějí věci kladné, zatímco při záporném věci nepotěšující a komplikující. 

### Čas horální (hodinový)
V tomto časovém postupu nemůžeme očekávat velké časové rozpětí. Jedná se typ, kdy se autor uchyluje k jedné význačné hodině, kdy se odehrává určitá událost. Vyskytuje se také u Erbena a krásným příkladem je Polednice (sbírka Kytice), která přichází vždy v poledne. Hlavními časovými mezníky v tomto postupu je právě poledne nebo půlnoc.

### Čas limitní (hraniční)
Určitý děj má vymezenou časovou lhůtu, do kdy se má stát. Příkladem jsou Jiráskovi Psohlavci.

## Jazykovědci zabývající se časem ve vyprávění
Gérard Genette – dělí časové pozice na čtyři typy. Nejběžnější z nich je narace „pozdější“ (vyprávění v minulém čase), dále rozlišuje naraci „dřívější“ (můžeme se setkat i s pojmem „prediktivní“ – prorocký; vyprávění probíhá v přítomném nebo budoucím čase), „souběžnou“ či „simultánní“ (vyprávění v čase přítomném, je současný s dějem) a „vloženou“ mezi okamžiky děje. Věnuje se i pojmu trvání, který spolčuje s pojmem „rychlost vyprávění“ je definována jako poměr mezi délkou vyprávění a délkou textu.

René Wellek a Austin Warren – rozlišují čas fabulární, syžetový a narační, to je čas prožívaný v rámci narační struktury prózy. 

Dimitrij Sergejevič Lichačov – čas řadil na čas v rámci syžetu bez jakékoliv souvislosti s historickým časem, tzv. „uzavřený“, a čas vložený do širšího časového proudu „otevřený“. V jiných souvislostech se zmiňuje o čase empirickém, zobrazeném, syžetu, autora, čtenáře všechny představují prvky uměleckého díla. 

Edmund Husserl – zajímá se o vnitřní časové vědomí. Každý čtenář je obohacen minulými a budoucími cíli, ty se projevují jako „protence“ (očekávání) a „retence“ (znalost) čteného literárního díla.